# Скајлаб
Скајлаб (енгл. Skylab) је била прва америчка свемирска станица. Лансирана је 14. маја 1974. са Кенедијевог свемирског центра. 
Свемирска станица је била оштећена приликом лансирања када се штит од микрометеорита одвојио од радионице и отпао, поневши за собом један од два главна соларна панела и заглавивши други соларни панел тако да се није могао отворити. Ово је Скалјлабу одузелу већину електричне енергије потребне за његов рад, а такође је уклонило заштиту од инзтезивног Сунчевог загревања, претивши да свемирску станицу учини неискористивом. Међутим, прва посада је успела да спасе Скајлаб развивши заменски сунцобран и ослободивши заглављени соларни панел. Ово је био први пут да је поправка ове размере вршена у свемиру.
На њој се налазила лабораторија за изучавање микрогравитације и извршено је неколико Сунчевих експеримената, међу којима и анализа меких икс-зрака са Сунца таласне дужине 6-49 ангстрема. Скајлаб је улетео у атмосферу и сагорео изнад Аустралије 11. јула 1979. Скајлаб станица је била дизајнирана  да посматра Сунце на различитим таласним дужинама. Служила је као соларна опсерваторија и  била је оперативна само једну годину (1973-1974).